# Pfalz Paderborn

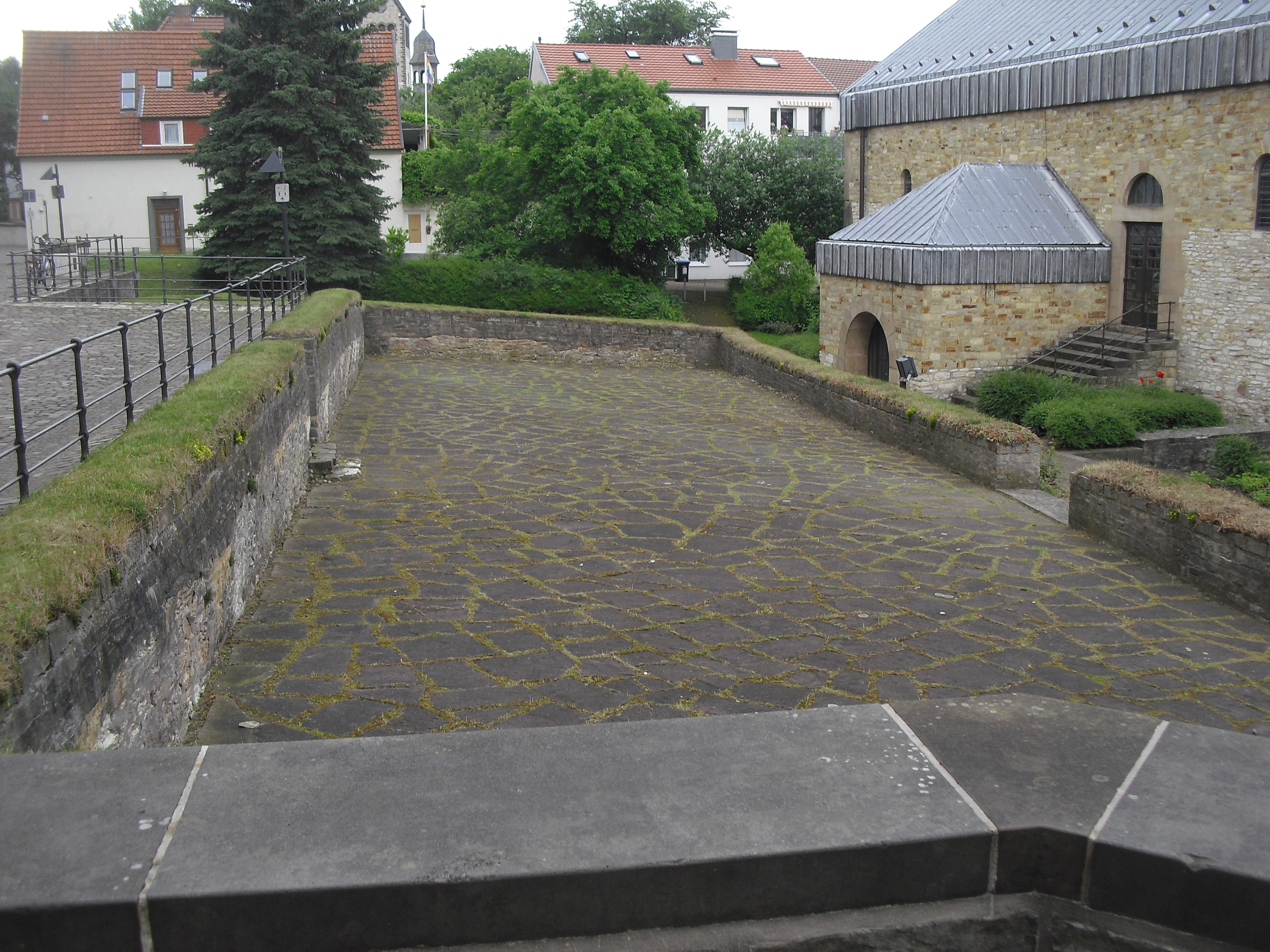
Grundmauern des Hauptgebäudes der Pfalz von Karl dem Großen (Zustand 2012)

Die Pfalz Paderborn war eine im Jahr 776 unter Karl dem Großen erbaute Königspfalz im heutigen Paderborn in Nordrhein-Westfalen, die auch als Kaiserpfalz bezeichnet wird. Nach ihrer Zerstörung 778 durch die Sachsen wurde sie wieder aufgebaut und im Jahr 1000 bei einem Stadtbrand zerstört. Wenige Meter versetzt entstand unter König Heinrich II. im 11. Jahrhundert ein Nachfolgebau, den deutsche Könige bis ins 12. Jahrhundert nutzten.

## Lage
Die Pfalz entstand während der Sachsenkriege in einer günstigen geographischen Lage an einem Hang zu den Quellen der Pader. Die Stelle lag am Westfälischen Hellweg als überregionaler Ost-West-Verbindung. Karl der Große wählte diesen Ort inmitten des von den Franken eroberten Gebietes der Sachsen, um an ihm einen militärischen Stützpunkt einzurichten. Von der Pfalz aus wurde auch die Christianisierung der Sachsen betrieben.

## Geschichte

### Historisch-politischer Hintergrund des Pfalzbaus
Karl der Große unternahm mehrere Feldzüge gegen die Sachsen, um sie gewaltsam zu christianisieren und dem Frankenreich zu unterwerfen. Im Zusammenhang errichtete er einen befestigten Stützpunkt, den die fränkischen Annalen 776 als Karlsburg (urbs Karoli) erwähnen, womit wahrscheinlich die erste Paderborner Pfalz gemeint sein könnte. Offenbar folgte Karl bei der Benennung dem Beispiel von Konstantinopel, was im Griechischen Stadt des Konstantin bedeutet. Karl wollte sich mit der Karlsburg anscheinend in die Nachfolge des ersten christlichen Kaisers einreihen. Neun Aufenthalte von Karl dem Großen in der Pfalz und im Paderborner Raum sind bezeugt. Sie fanden in den Jahren 776 (zweimal), 777, 780, 782, 783, 785, 799 und 804 statt.
777 hielt Karl der Große in Paderborn im Gebiet der unterworfenen Sachsen eine erste Reichsversammlung ab. Diese Geste kam einer Machtdemonstration Karls des Großen gleich, denn bisher hatte eine solche Zusammenkunft meist nur innerhalb des Frankenreiches stattgefunden. Die Sachsen ließen sich an den Lippequellen nahe Paderborn 776 taufen, erhoben sich aber 778 gegen die Franken und zerstörten die Pfalz ein erstes Mal. Um 793/794 steckten die Sachsen die wiederaufgebaute karolingische Pfalz ein zweites Mal in Brand. Karl ließ auch diesmal die Pfalz wieder aufbauen und empfing hier 799 Papst Leo III., der ihn im Jahr darauf in Rom zum Kaiser krönte. Der Papst weihte bei seinem Aufenthalt in der zum Paderborner Pfalzbezirk gehörenden Kirche einen Altar ein. Auch nach Karls Herrschaft regierten noch fränkische Monarchen zeitweilig von Paderborn aus das Reich. Nach 845 lassen sich keine weiteren Königsbesuche mehr nachweisen.

### Baubeschreibung
Bei der ersten Befestigung dürfte es sich um eine Holz-Erde-Konstruktion gehandelt haben. Nach der ersten Zerstörung wurde die Stelle in Paderborn umbenannt. Anschließend ließ Karl der Große die Befestigung als Domburg mit den Ausmaßen von etwa 280 × 250 Metern wieder aufbauen. Geschützt wurde sie durch eine 1,5 Meter starke Kalksteinmauer, der eine Berme und ein Graben vorgelagert waren. Im Inneren der Befestigungsanlage entstanden zwei Steingebäude. Dies waren die Königshalle (Aula regia) als repräsentativer Bau von 31 Metern Länge und 10 Metern Breite und die 9 × 20 Meter große Salvatorkirche. Im von der Mauer umschlossenen Gelände bestand vermutlich eine Bebauung mit Holzbauten, in denen der Pfalzverwalter und Bedienstete lebten. Außerdem gab es einen Friedhof.
Im Jahr 799 wurden in dem befestigten Areal eine Kirche als Vorgängerbau des heutigen Paderborner Doms errichtet. 836 ließ Bischof Badurad die Kirche mit der Pfalz verbinden. Auf diese Weise entstand eine geschlossene Anlage mit einem profanen königlichen und einem spirituellen kirchlichen Bereich. Als Paderborn im Laufe des 9. und im 10. Jahrhundert keine große Bedeutung als Residenzort mehr hatte, wurden Teile der Pfalzanlage aufgegeben. Nach 983 setzte unter Bischof Rethar eine rege Bautätigkeit ein, die zu einer vollständig ausgebauten Residenz führte. Beim Stadtbrand des Jahres 1000 wurde die Pfalzanlage völlig zerstört.

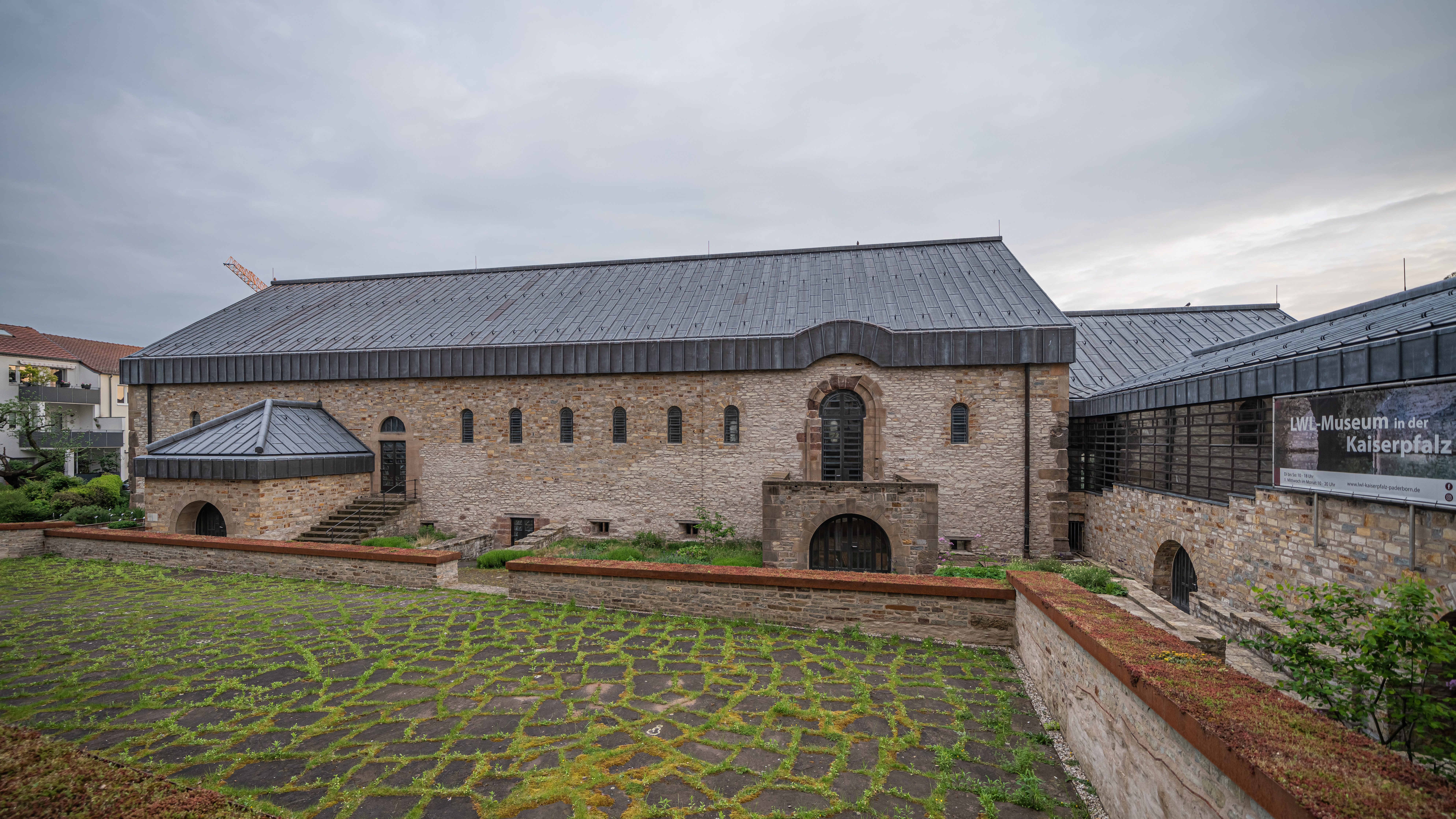
Rekonstruiertes Hauptgebäude der Pfalz von König Heinrich II., heute Museum in der Kaiserpfalz (Zustand 2024)

Schon im August 1002 müssen jedoch wieder ausreichend große und repräsentative Pfalzbaulichkeiten soweit wiederhergestellt gewesen sein, dass der im Juni 1002 zum deutschen König gewählte Heinrich II. bei seinem Umritt in Paderborn Station machen konnte und den Ort auch dadurch besonders auszeichnete, indem er hier seine Gemahlin Kunigunde durch den mächtigen Mainzer Erzbischof Willigis zur Königin krönen ließ.
Ab 1015 erbauten König Heinrich II. und der Paderborner Bischof Meinwerk unmittelbar nördlich der zerstörten karolingischen Pfalz eine neue Königshalle als Kalksteinbau mit den Ausmaßen von 44 × 16 Metern, die in Verbindung mit weiteren Gebäuden als ottonisch-salische Pfalz bezeichnet wird. Sie diente deutschen Königen und Kaisern bis ins ausgehende 12. Jahrhundert als Aufenthaltsort.

## Forschungsgeschichte
Die Reste der Pfalz Paderborn wurden 1963 bei einer Ausgrabung auf dem Gelände des Ikenberges nördlich des Paderborner Doms entdeckt. Für das durch die Luftangriffe auf Paderborn im Zweiten Weltkrieg stark zerstörte Areal sah das Domkapitel eine Neubebauung vor. Nach dem Abräumen von bis zu fünf Meter starken, kriegsbedingt entstandenen Schuttschichten stieß man auf eine mittelalterliche Anlage. Zunächst wurden die Baureste als Marstall angesehen. Schon um 1850 waren auf dem noch überbauten Gelände Sandsteinverquaderungen aufgefallen. Sie wurden ebenfalls für die Reste der Pferdestallung aus der Zeit des Paderborner Bischofs Meinwerk gehalten, wie sie die hochmittelalterlichen Vita Meinwerci erwähnt. 1935 schien sich diese Annahme zu bestätigen, denn bei dem Abriss des Hauses Am Ikenberg 11 kam der obere Teil eines Torbogens wieder zum Vorschein. Dieser war Ende des 19. Jahrhunderts in die Wand des 1935 abgerissenen Hauses integriert worden. Die Sandsteinblöcke des Rundbogens glichen denen der benachbarten Bartholomäuskapelle, die aus dem 11. Jahrhundert aus der Zeit Meinwerks stammt. Der Bistumsarchivar Christoph Völker stützte die Marstall-These weiter, indem er auf die Passage einer Urkunde aus dem Jahr 1336 verwies, die in dem Ausgrabungsbereich eine solche Stallung erwähnt.
Bei der Ausgrabung von 1963 wurden südwestlich der zu dem Zeitpunkt als Marstall angesehenen Anlage noch ältere Ablagerungen aus dem Frühmittelalter entdeckt. Daraufhin begannen 1964 systematische Untersuchungen des Areals unter der Leitung von Wilhelm Winkelmann. Bei Baggerarbeiten stellte sich heraus, dass der vorgebliche Marstall mehrgeschossig war. Dies widerlegte die These einer Pferdestallung. Südwestlich fand man in den Mauern der noch älteren Anlage als der zweiten Königspfalz Keramik aus dem 9. Jahrhundert. Aufgrund seiner Beobachtungen an den Erdschichten entwarf Winkelmann ein Modell zu den Bauphasen der beiden Königspfalzen. Oben lagen Schuttreste, die beim Abriss des Vorgängerbaus des heutigen Paderborner Doms im 13. Jahrhundert entstanden waren. Darunter befand sich eine graue, 15 cm starke Schicht aus dem 11. und 12. Jahrhundert. Beifunde in der genannten Schicht gehören der jüngeren Pfalzanlage an. Eine noch tiefere Schicht ist von Brandspuren gezeichnet, weshalb Winkelmann diese mit dem Stadtbrand im Jahr 1000 verknüpfte. Noch unter dieser Brandschicht liegen die Mauern der älteren Pfalz. Auch hier fanden sich Brandspuren, die zeitlich mit dem Sachsenkrieg Karls des Großen zusammenfallen. Der königliche Saalbau scheint 778 und 793/794 Angriffen durch die Sachsen ausgesetzt gewesen zu sein. Von 776 bis 799 müssen diverse Bauaktivitäten stattgefunden haben. Die archäologischen Untersuchungen an der Pfalz dauerten bis 1978 an und gehören zu den größten und fundreichsten Ausgrabungen der Nachkriegszeit. Paderborn ist die einzige archäologisch untersuchte Pfalz in Westfalen.

## Rekonstruktion und Museumsneubau
Von der älteren karolinischen Pfalz aus dem 8. Jahrhundert nördlich des Doms sind nur die in den 1960er und 1970er Jahren archäologisch ergrabenen Grundmauern sichtbar und begehbar gemacht worden. 

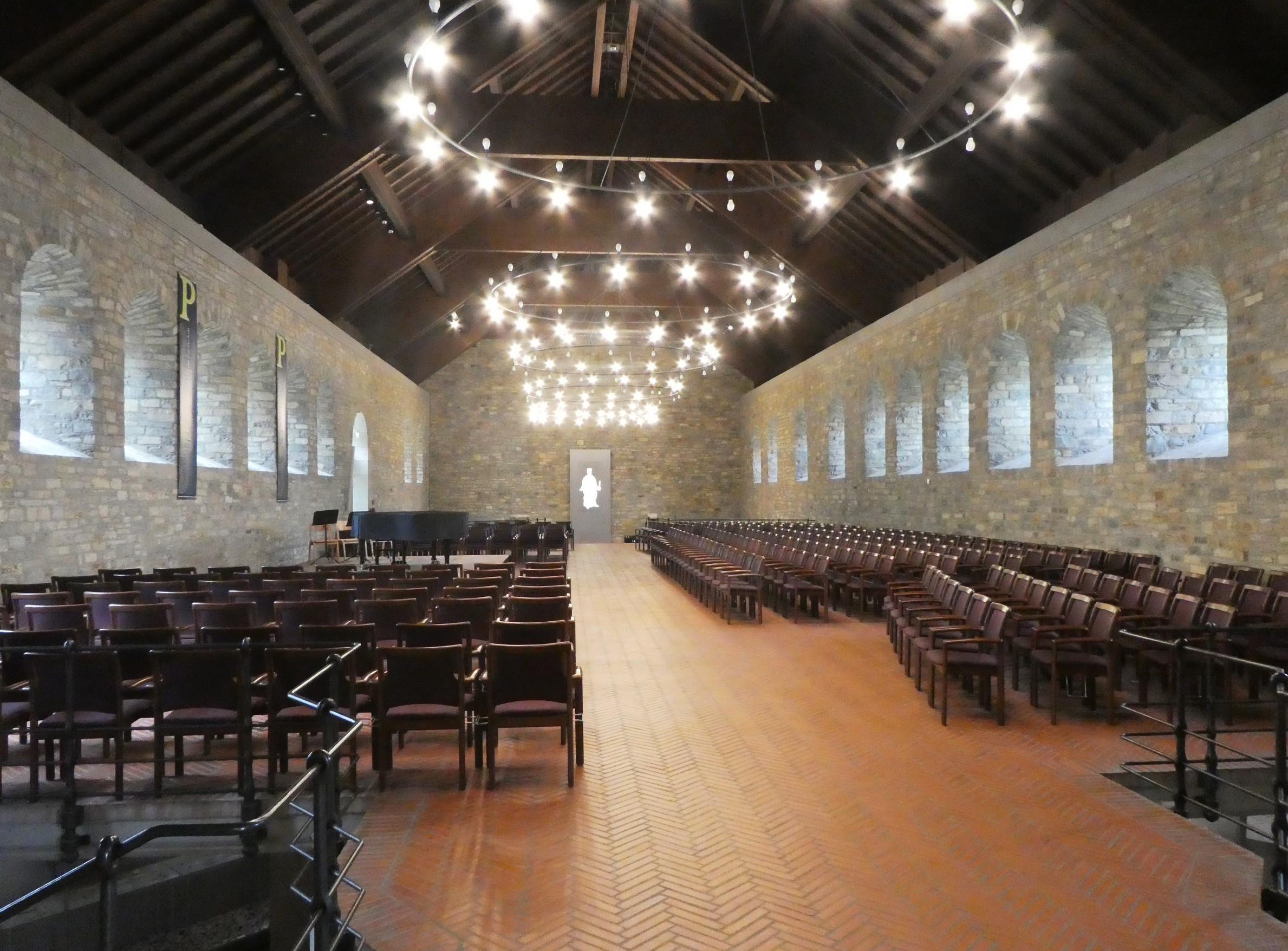
Blick in das als „Kulturbühne“ genutzte Obergeschoss der rekonstruierten Königshalle (2024)

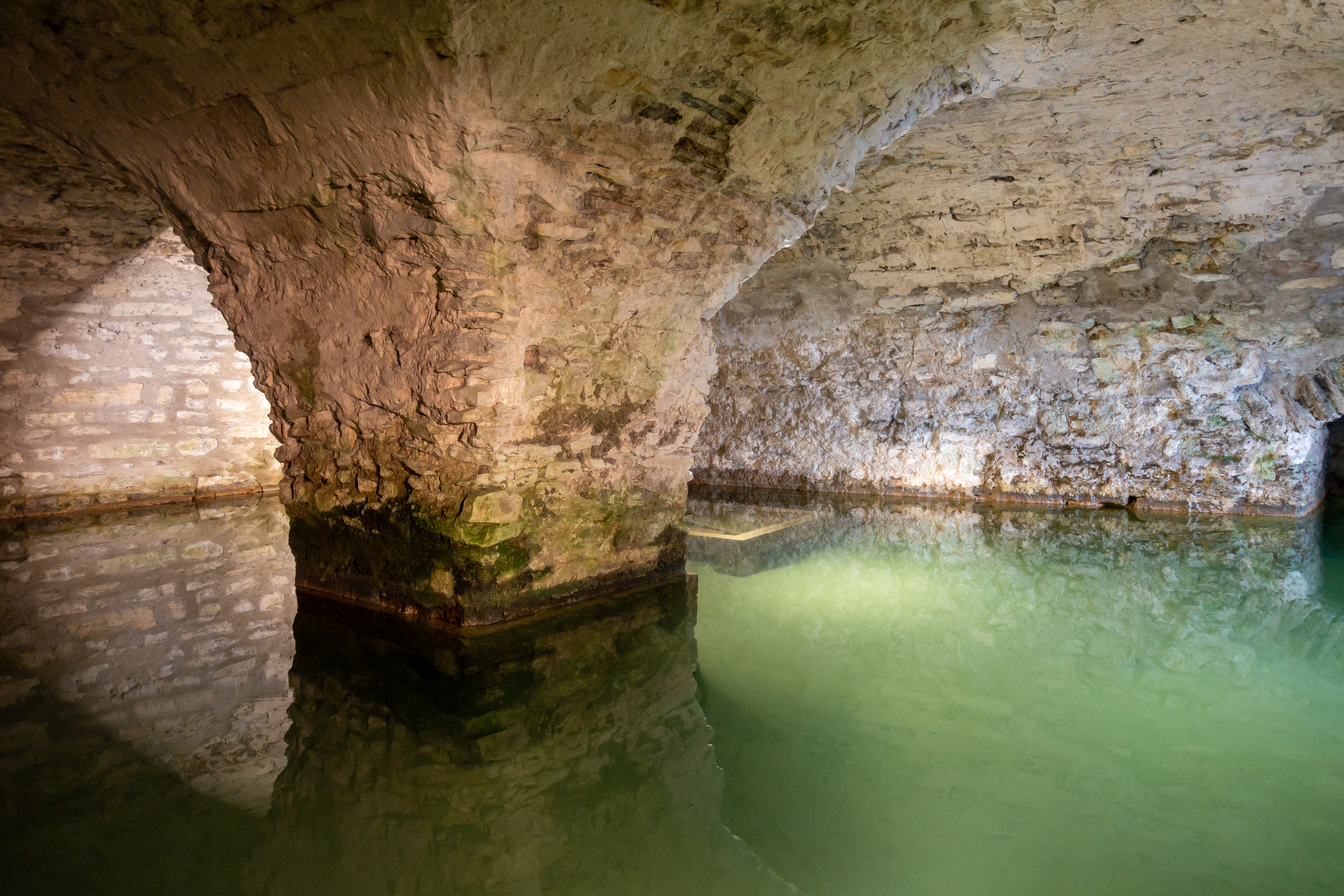
Ottonischer „Quellkeller“ unter der Königshalle (2019)

Dagegen waren die ausgegrabenen Grundmauern der ottonischen Königshalle aus dem 11. Jahrhundert im aufgehenden Mauerwerk ungewöhnlich umfangreich erhalten, so dass der Plan einer Rekonstruktion des Gebäudes entstand. Der leitende Archäologe Wilhelm Winkelmann soll sich 1965 am Ende der Führung für Bundespräsident Heinrich Lübke vor diesem aufgebaut und gesagt haben: „Herr Bundespräsident, wenn wir noch im Kaiserreich wären, würde ich sagen: ‚Eure Majestät stehen auf historischem Boden. Majestät, die Pfalz muss wieder aufgebaut werden!‘“ Die Wiederaufbauidee fiel in den Folgejahren in den Zusammenhang mit der Neugestaltung des Dom-Umfeldes nach den starken Zerstörungen des Zweiten Weltkriegs, zu der auch der 1975 eingeweihte Neubau des Diözesanmuseums auf der Südseite des Doms gehörte. Der Entwurfsauftrag zum Neubau des Pfalzgebäudes ging ebenfalls an den Kölner Architekten Gottfried Böhm. Baubeginn war 1976, 1978 wurde das heute sogenannte „LWL-Museum in der Kaiserpfalz“ eröffnet. Eigentümer ist das Domkapitel Paderborn, Betreiber der Landschaftsverband Westfalen-Lippe. Finanziers waren daneben das Land Nordrhein-Westfalen und die Bundesrepublik Deutschland. Böhm entwarf eine Nutzungskombination aus Museum und Kulturbühne. Die Außenabmessungen nahmen exakt die ausgegrabene Fläche der sogenannten Königshalle auf; an deren Ostseite knickt ein Nebengebäude (heute Museumseingang) mit der „Ikenbergkapelle“ ab, das direkt an die Bartholomäuskapelle anschließt, dem einzigen vollständig erhaltenen Gebäude der ottonischen Pfalzanlage. Die aus dem 11. Jahrhundert original erhaltenen Partien des Bruchsteinmauerwerks der Königshalle sind durch ihre andere Struktur sowie teilweise durch eingesetzte farbige Trennstreifen erkennbar gemacht. Ottonisch sind auch die unteren, auffällig großen Sandstein-Eckquader mit den typischen sogenannten „Meinwerk-Ecksteinen“ am Sockel, der östliche Südportalbogen, einige Biforienfenster des Untergeschosses sowie die Kreuzgewölbe des sogenannten „Quellkellers“ über einer Paderquelle. Dass das Hauptgebäude zweigeschossig war, wurde aus gefundenen Balkenlöchern in der Südmauer geschlossen. Die Höhe der rekonstruierten Mauern, deren Fenster und das Satteldach sind spekulativ, ebenso wie die stützenfreie, offene Dachkonstruktion im Innern. Angesichts unzureichender Baubefunde soll Architekt Böhms Absicht gewesen sein: „kein Wiederaufbau in historisierender Form, keine Verherrlichung einstiger Größe, sondern eine Wiederherstellung der Baumassen; Bruchsteinwände, aber Betonstürze; bleigedeckte Dächer, aber ein offener Dachstuhl mit einer modernen Holzkonstruktion.“
Während im Obergeschoss die moderne „Kulturbühne“ eingerichtet wurde, befindet sich im Untergeschoss das „Museum in der Kaiserpfalz“; es erläutert die Baugeschichte der beiden Pfalzanlagen aus dem 8. und 11. Jahrhundert, gibt Einblicke in die Zeit des Frühmittelalters in Westfalen und zeigt Ergebnisse der Stadtarchäologie Paderborns. → Hauptartikel: LWL-Museum in der Kaiserpfalz